# WTA Elite Trophy
WTA Elite Trophy – tenisowy turniej kobiet rozgrywany corocznie na zakończenie sezonu, pod koniec października. Awans do niego uzyskują zawodniczki z miejsc 9.–19. w rankingu singlowym. Stawkę zawodniczek uzupełnia osoba z dziką kartą. Do turnieju deblowego awansują pary z miejsc 9.–12. w rankingu deblowym oraz dwie zaproszone pary.
Zawody odbywają się od 2015 roku w największej metropolii świata – Delcie Rzeki Perłowej.

## Formuła

### Gra pojedyncza
11 tenisistek z miejsc 9.–19. w rankingu singlowym oraz jedna zaproszona zawodniczka są dzielone na 4 grupy, po 3 zawodniczki w każdej. Mecze odbywają się w systemie każdy z każdym (w grupach). Zwyciężczynie grup awansują do półfinałów, których zwyciężczynie grają w finale.

### Gra podwójna
4 pary deblowe z miejsc 9.–12. w rankingu deblowym oraz dwie zaproszone pary są dzielone na 2 grupy, po 3 pary w każdej. Mecze odbywają się w systemie każdy z każdym (w grupach). Najlepsze pary z obu grup grają ze sobą w finale.

## Mecze finałowe

### Gra pojedyncza
| Rok       | Mistrzyni                                    | Finalistka                                   | Wynik                                        |
| 2023      | Beatriz Haddad Maia                          | Zheng Qinwen                                 | 7:6(11), 7:6(4)                              |
| 2022      | Turniej zawieszony                           | Turniej zawieszony                           | Turniej zawieszony                           |
| 2020–2021 | Turniej anulowano z powodu pandemii COVID-19 | Turniej anulowano z powodu pandemii COVID-19 | Turniej anulowano z powodu pandemii COVID-19 |
| 2019      | Aryna Sabalenka                              | Kiki Bertens                                 | 6:4, 6:2                                     |
| 2018      | Ashleigh Barty                               | Wang Qiang                                   | 6:3, 6:4                                     |
| 2017      | Julia Görges                                 | Coco Vandeweghe                              | 7:5, 6:1                                     |
| 2016      | Petra Kvitová                                | Elina Switolina                              | 6:4, 6:2                                     |
| 2015      | Venus Williams                               | Karolína Plíšková                            | 7:5, 7:6(6)                                  |

### Gra podwójna
| Rok       | Mistrzynie                                   | Finalistki                                     | Wynik                                        |
| 2023      | Beatriz Haddad Maia Wieronika Kudiermietowa  | Miyu Katō Aldila Sutjiadi                      | 6:3, 6:3                                     |
| 2022      | Turniej zawieszony                           | Turniej zawieszony                             | Turniej zawieszony                           |
| 2020–2021 | Turniej anulowano z powodu pandemii COVID-19 | Turniej anulowano z powodu pandemii COVID-19   | Turniej anulowano z powodu pandemii COVID-19 |
| 2019      | Ludmyła Kiczenok Andreja Klepač              | Duan Yingying Yang Zhaoxuan                    | 6:3, 6:3                                     |
| 2018      | Ludmyła Kiczenok Nadija Kiczenok             | Shūko Aoyama Lidzija Marozawa                  | 6:4, 3:6, 10–7                               |
| 2017      | Duan Yingying Han Xinyun                     | Lu Jingjing Zhang Shuai                        | 6:2, 6:1                                     |
| 2016      | Xu Yifan İpek Soylu                          | Yang Zhaoxuan You Xiaodi                       | 6:4, 3:6, 10–7                               |
| 2015      | Liang Chen Wang Yafan                        | Anabel Medina Garrigues Arantxa Parra Santonja | 6:4, 6:3                                     |